# Passerelle de la darse des Magasins généraux
La passerelle de la darse des Magasins généraux ou passerelle de la darse du Millénaire est une passerelle piétonne qui traverse la darse des Magasins généraux du canal Saint-Denis, permettant de relier Paris à Aubervilliers. Elle est située dans le 19e arrondissement de Paris, en France.

## Localisation
La passerelle du Millénaire franchit la darse des Magasins généraux du canal Saint-Denis, joignant le quai du Lot et le quai Josette et Maurice Audin à Aubervilliers, créant ainsi une liaison entre Paris et Aubervilliers.
Elle permet de connecter Le Millénaire (Aubervilliers) à Paris.

## Historique
La passerelle a été projetée dans le cadre du Grand projet de renouvellement urbain Paris Nord-Est secteur Macdonald afin de mieux connecter les nouveaux quartiers entre eux. Elle a été conçue par Exploration Architecture,.
La passerelle est ouverte depuis le 7 septembre 2016.
Le 4 octobre 2017, l'ouvrage est lauréat dans la catégorie « Franchir » au Trophées Eiffel d'architecture acier, organisé par ConstruirAcier.